# Witnica (ville)
Pour les articles homonymes, voir Witnica.
Witnica (en allemand : Vietz) est une ville de la voïvodie de Lubusz, dans l'Ouest de la Pologne. Faisant partie de la powiat de Gorzów, c'est le siège administratif (chef-lieu) de la gmina de Witnica.

## Géographie
La ville se situe dans la région historique de Nouvelle-Marche, dans la plaine alluviale de la Warta. Le centre-ville se trouve à environ 20 kilomètres au nord-est de Kostrzyn et à 25 kilomètres à l'ouest de Gorzów.
La gare de Witnica est située sur la ligne de Prusse-Orientale.

## Histoire

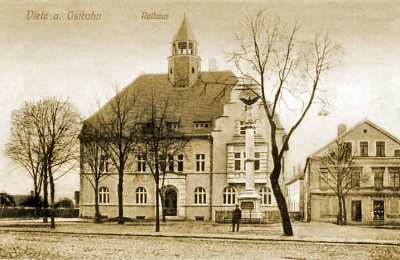
Hôtel de ville, XIXe siècle.

La colonie a probablement été établie par les Templiers ; en 1261, elle passe entre les mains des margraves de Brandebourg. Le village bénéficie de sa situation sur la route commerciale de Berlin à Landsberg (Gorzów). 
Incorporé dans le district de Francfort au sein de la province de Brandebourg depuis 1815, Vietz obtient le statut de ville en 1935. Elle fut conquise par l'Armée rouge à la fin de la Seconde Guerre mondiale puis rattachée à la république de Pologne. La population germanophone restante était expulsée.

## Relations internationales

### Jumelages
La ville a signé des jumelages ou des accords de coopération avec :
- Druten (Pays-Bas) ;
- Müncheberg (Allemagne).